# Liste der Biografien/Vos
Liste der Biografien |
Portal Biografien |
Personensuche
# |
A |
B |
C |
D |
E |
F |
G |
H |
I |
J |
K |
L |
M |
N |
O |
P |
Q |
R |
S |
T |
U |
V |
W |
X |
Y |
Z |
?
 
Va |
Vd |
Ve |
Vh |
Vi |
Vj |
Vl |
Vn |
Vo |
Vr |
Vs |
Vt |
Vu |
Vy
 
Voa |
Vob |
Voc |
Vod |
Voe |
Vof |
Vog |
Voh |
Voi |
Voj |
Vok |
Vol |
Vom |
Von |
Voo |
Vop |
Vor |
Vos |
Vot |
Vou |
Vov |
Vow |
Vox |
Voy |
Voz
Die Liste der Biografien führt alle Personen auf, die in der deutschsprachigen Wikipedia einen Artikel haben. Dieses ist eine Teilliste mit 424 Einträgen von Personen, deren Namen mit den Buchstaben „Vos“ beginnt.

## Vos
- vos Savant, Marilyn (* 1946), US-amerikanische Kolumnistin und Schriftstellerin
- Vos, Adam de (* 1993), kanadischer Radrennfahrer
- Vos, Asha de, sri-lankische Meeresbiologin und Naturschützerin
- Vos, Cornelis de († 1651), flämischer Maler
- Vos, Cornelis Johannes (1768–1819), niederländischer Arzt und Politiker
- Vos, Dennis (* 2001), niederländischer Fußballspieler
- Vos, Elzemarieke de (* 1983), niederländische Schauspielerin
- Vos, Frans (1925–2001), niederländischer Radrennfahrer
- Vos, Friedhelm (1939–2016), deutscher Fußballspieler
- Vos, Harry (1946–2010), niederländischer Fußballspieler
- Vos, Hein (1903–1972), niederländischer Politiker und Versicherungsmanager
- Vos, Hendrik († 1523), erster Märtyrer der Reformation
- Vos, Hubert (1855–1935), niederländischer Maler
- Vos, Ida (1931–2006), niederländische Schriftstellerin
- Vos, Ingmar De (* 1963), belgischer Sportfunktionär
- Vos, Iris (* 2002), niederländische Volleyballspielerin
- Vos, Isaac, niederländischer Schauspieler, Dramaturg
- Vos, Jacob Albert (1723–1795), niederländischer reformierter Theologe
- Vos, Jan (* 1611), holländischer Glasmacher und Dramatiker
- Vos, Jan (1888–1939), niederländischer Fußballspieler
- Vos, Laurent de († 1580), flämischer Komponist der Renaissance
- Vos, Maaike (* 1985), niederländische Shorttrackerin
- Vos, Maria (1824–1906), niederländische Malerin
- Vos, Marianne (* 1987), niederländische RadrennfahrerinMarianne Vos (* 1987)

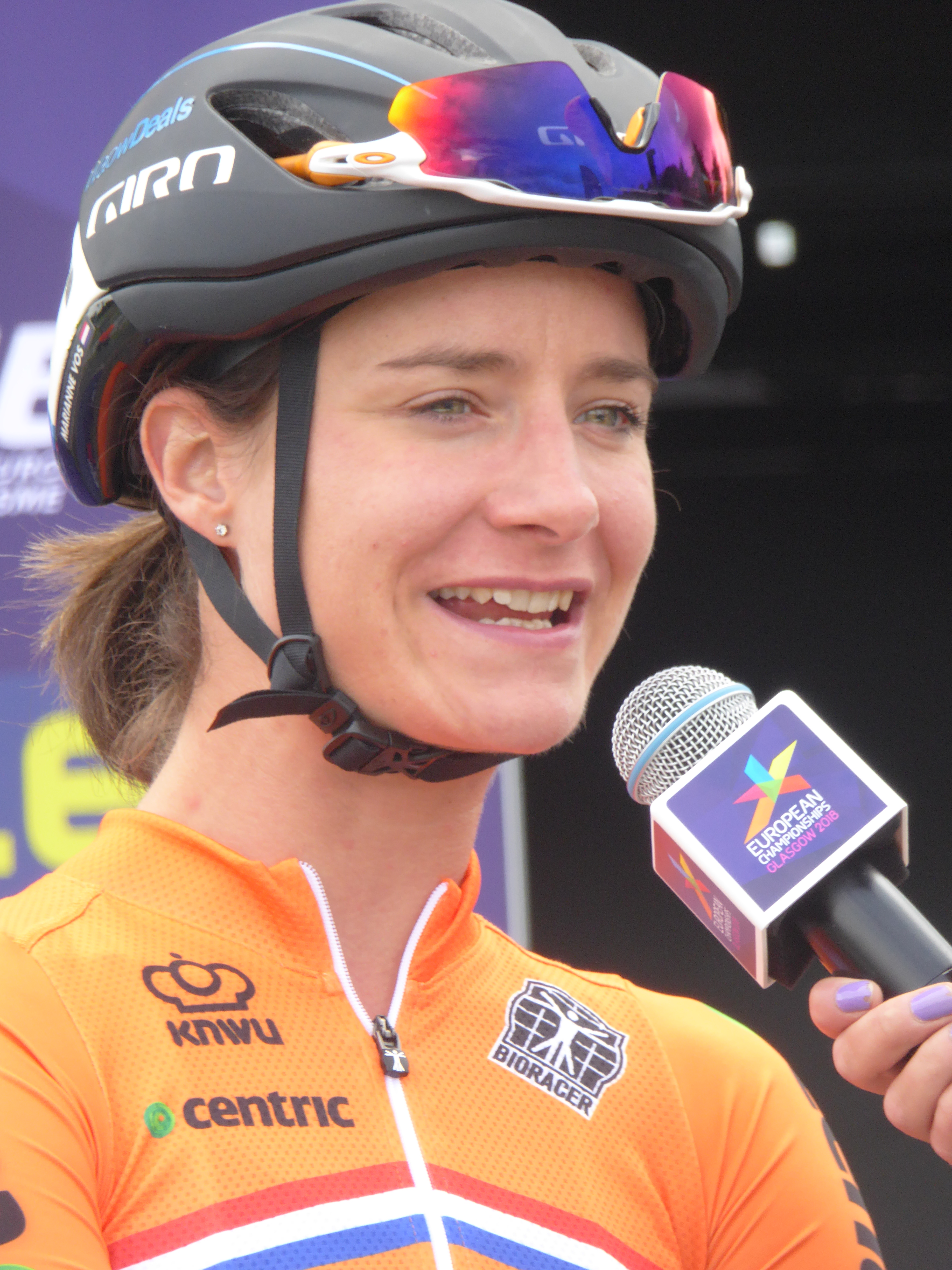
Marianne Vos (* 1987)

- Vos, Marijke (* 1957), niederländische Politikerin
- Vos, Mark (* 1983), australischer Pokerspieler
- Vos, Marten de (1532–1603), Maler
- Vos, Matthias (1887–1944), deutscher römisch-katholischer Ordensbruder, Steyler Missionar und Märtyrer
- Vos, Miriam Phoebe De (1912–2005), südafrikanische Botanikerin und Hochschullehrerin
- Vos, Nika Johanna (* 1998), niederländische Ruderin
- Vos, Roosje (1860–1932), niederländische Gewerkschaftsführerin, Feministin und Politikerin
- Vos, Silvano (* 2005), niederländisch-surinamischer Fußballspieler
- Vos, Simon de (1603–1676), flämischer Maler, Zeichner und Kunstsammler
- Vos, Tim (* 1969), belgischer Eishockeyspieler
- Vos, Tony (1931–2020), niederländischer Jazzmusiker und Musikproduzent
- Vos, Uli (1946–2017), deutscher Hockeyspieler
- Vos, Willem de (* 1954), niederländischer Mikrobiologe
- Vos, Willy de (1880–1957), niederländischer Fußballspieler
- Vos-Dahmen von Buchholz, Tonny (1923–2005), niederländische Kinder- und Jugendbuchautorin, Übersetzerin
- Vos-Lundh, Marik (1923–1994), schwedische Kostümbildnerin

### Vosa
- Vošahlík, Jan (* 1989), tschechischer Fußballspieler
- Vosahlo, Anthony (* 1975), französischer Fußballspieler

### Vosb
- Vosbeck, Michaela (* 1967), deutsche Volleyballspielerin
- Vosberg, Harry (1875–1945), deutscher Schriftsteller
- Vosberg, Heinrich (1833–1891), deutscher Maler
- Vosberg, Kurt (1863–1940), deutscher Politiker
- Vosberg-Rekow, Max (* 1860), deutscher Wirtschaftsjurist und Handelslobbyist mit Schwerpunkt Asien
- Vosburgh, William (1890–1953), US-amerikanischer Wasserballspieler

### Vosc
- Vöscher, Leopold Heinrich (1830–1877), österreichischer Landschaftsmaler
- Voscherau, Carl (1900–1963), deutscher Theater- und Filmschauspieler
- Voscherau, Eggert (* 1943), deutscher Manager
- Voscherau, Henning (1941–2016), deutscher Politiker (SPD), MdHB, Erster Bürgermeister Hamburgs (1988–1997)Henning Voscherau (1941–2016)

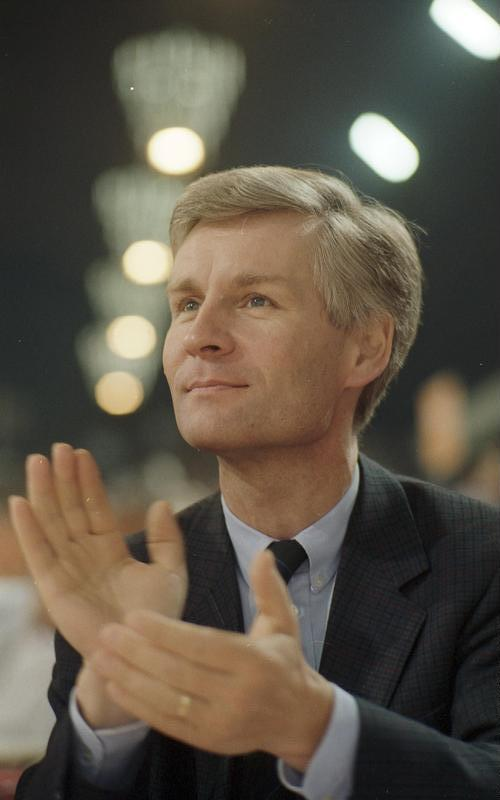
Henning Voscherau (1941–2016)

- Vosck, Albrecht von, sächsischer Amtshauptmann

### Vose
- Vose, Christopher (1887–1970), britischer Langstreckenläufer
- Vose, Richard H. (1803–1864), US-amerikanischer Politiker
- Vose, Roger (1763–1841), US-amerikanischer Politiker
- Voseček, Šimon (* 1978), österreichischer Komponist
- Vosekalns, Andris (* 1992), lettischer Straßenradrennfahrer
- Vosen, Emmy (1881–1944), deutsche Schneiderin und Modistin jüdischen Glaubens, Opfer des Holocaust
- Vosen, Josef (1943–2012), deutscher Ingenieur, Volkswirt und Politiker (SPD), MdB
- Voser, Kay (* 1987), Schweizer Fußballspieler
- Voser, Nathalie (* 1963), Schweizer Rechtswissenschaftlerin
- Voser, Peter (* 1958), Schweizer ManagerPeter Voser (* 1958)

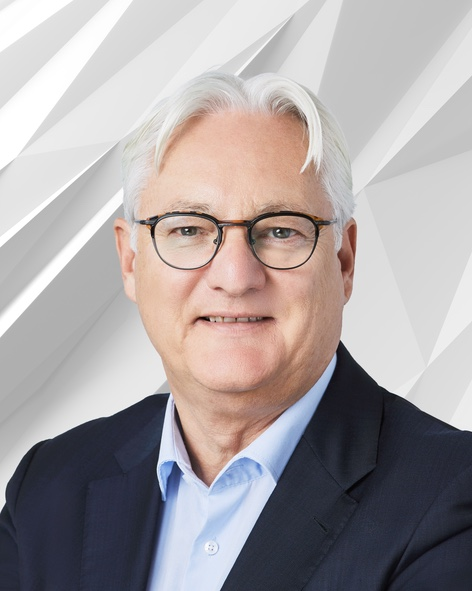
Peter Voser (* 1958)

- Voser, Susanne (* 1967), Schweizer Politikerin

### Vosg
- Vosganian, Varujan (* 1958), rumänischer Wirtschaftswissenschaftler, Politiker, Essayist und Lyriker
- Vosgerau, Björn (* 1970), deutscher Filmproduzent
- Vosgerau, Gottfried (* 1978), deutscher Philosoph und Professor für Philosophie des Geistes und der Kognition an der Heinrich-Heine-Universität Düsseldorf
- Vosgerau, Karl-Heinz (1927–2021), deutscher Schauspieler
- Vosgerau, Ulrich (* 1974), deutscher Jurist und Hochschullehrer
- Vosgerchian, Luise (1922–2000), US-amerikanische Pianistin und Musikpädagogin

### Vosi
- Vošicky, Bernhard (* 1950), österreichischer Priestermönch
- Vošicky, Bernhard (* 1983), österreichischer Journalist, Musiker, Schauspieler und Radiomoderator

### Vosk
- Vosk, Jessica (* 1983), amerikanische Sängerin und Schauspielerin
- Voska, Helmut (1942–2007), österreichischer Journalist
- Voska, Václav (1918–1982), tschechoslowakischer Schauspieler und Synchronsprecher
- Voskamp, Ann (* 1973), kanadische Psychologin, Farmerin, Familienfrau und Bestsellerautorin
- Voskamp, Bart (* 1968), niederländischer Radrennfahrer
- Voskania, Maria (* 1987), deutsch-armenische SchlagersängerinMaria Voskania (* 1987)

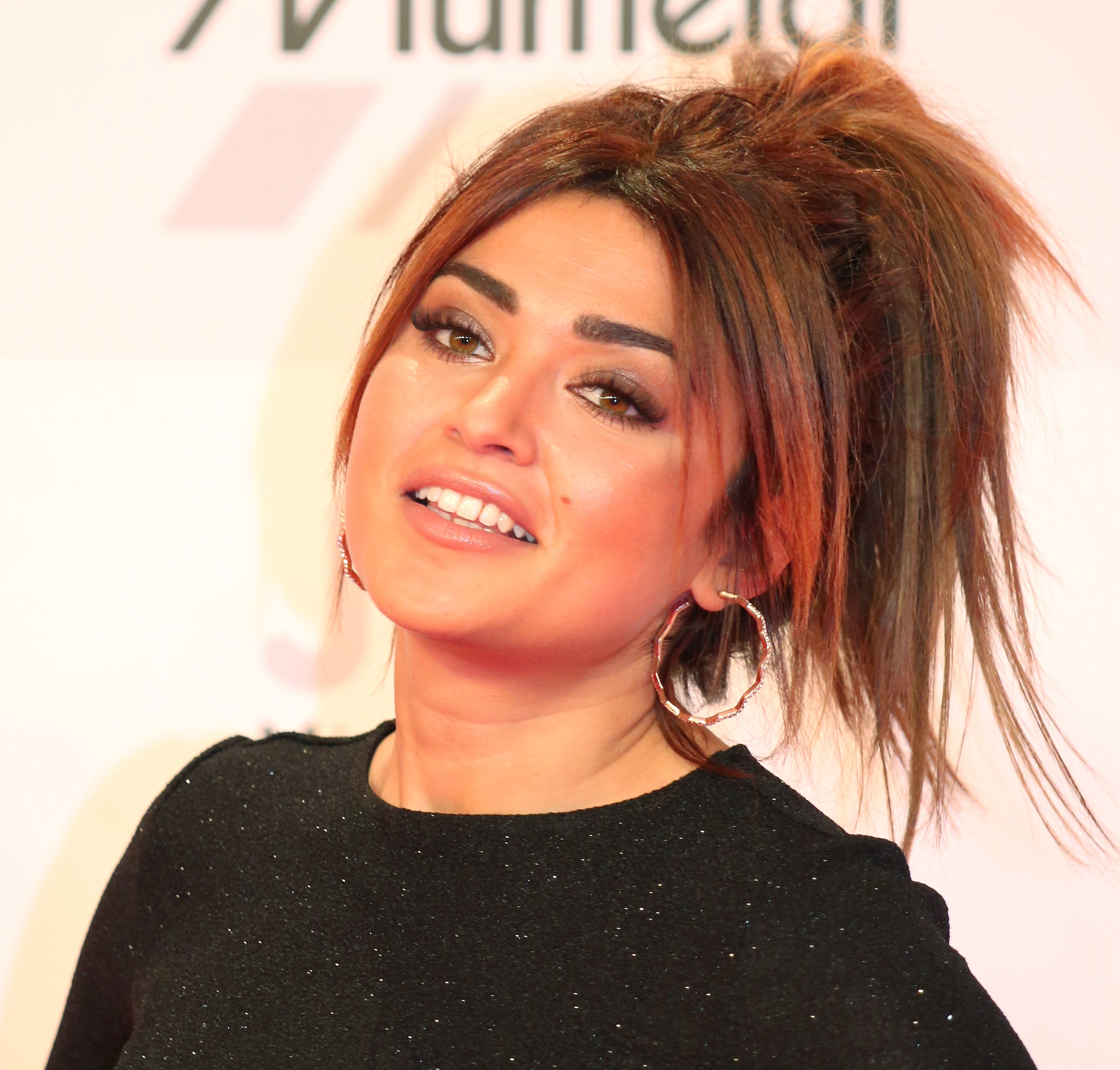
Maria Voskania (* 1987)

- Voskes, Elles (* 1964), niederländische Schwimmerin
- Voskoboinikov, Vladimir (* 1983), estnischer Fußballspieler
- Voskovec, Jiří (1905–1981), tschechischer Schauspieler und Schriftsteller
- Voskuhl, Zoppe (1955–2019), deutscher Maler, Grafiker und Bildhauer
- Voskuijl, Bep (1919–1983), niederländische Widerstandskämpferin während des Zweiten Weltkriegs
- Voskuil, Alan (* 1986), US-amerikanisch-dänischer Basketballspieler
- Voskuil, J. J. (1926–2008), niederländischer Schriftsteller
- Voskuil, Jo (1897–1972), niederländischer Maler, Illustrator und Widerstandskämpfer
- Voskuylen, Henny van (1941–2010), niederländischer Akkordeonist
- Voskuylen-Mol, Coby van (* 1944), niederländische Akkordeonistin

### Vosl
- Vosloo, Arnold (* 1962), südafrikanisch-US-amerikanischer Schauspieler

### Vosm
- Vosmaer, Arnout (1720–1799), niederländischer Naturforscher und Sammlungskurator
- Vosmaer, Daniel, niederländischer Maler
- Vosmaer, Jacob Woutersz (1584–1641), niederländischer Maler
- Vosmaer, Nicolaes († 1664), niederländischer Maler
- Vosmeer, Sasbout (1548–1614), römisch-katholischer Bischof

### Vosn
- Vosniadou, Stella (* 1946), griechische Psychologin und Hochschullehrerin
- Vošnjak, Josip (1834–1911), österreichischer Politiker
- Vošnjak, Mihael (1837–1920), österreichischer Politiker

### Voso
- Vosolsobě, Tomáš (1937–2011), tschechischer Maler, Gelegenheitsfotograf und Philatelist
- Vosough, Hassan (1868–1951), Minister, Ministerpräsident des Iran

### Vosp
- Vosper, Dennis, Baron Runcorn (1916–1968), britischer Politiker (Conservative Party)
- Vosper, Frank (1899–1937), britischer Schauspieler und Dramatiker
- Vospernik, Cornelia (* 1969), österreichische JournalistinCornelia Vospernik (* 1969)

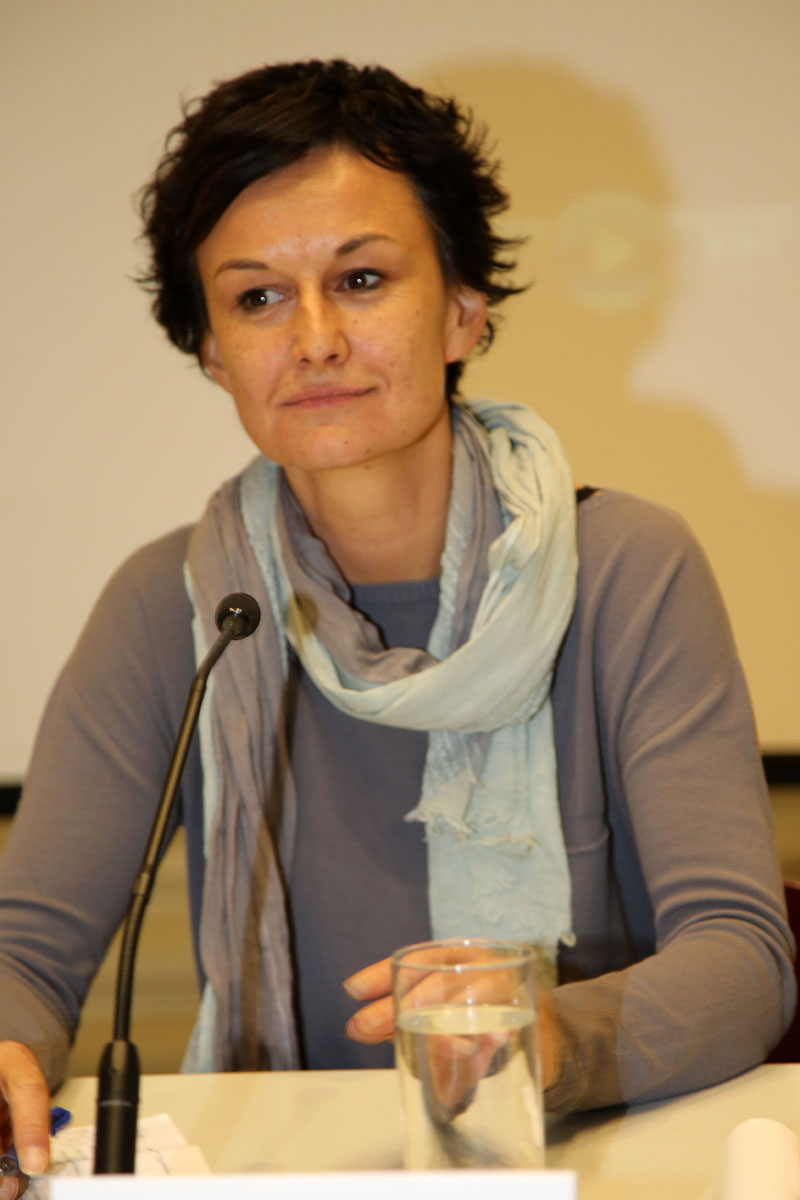
Cornelia Vospernik (* 1969)

- Vospernik, Reginald (* 1937), österreichischer Gymnasialdirektor

### Voss
- Voss Bark, Conrad (1913–2000), britischer Journalist und Schriftsteller
- Voß, Abraham (1785–1847), deutscher Theologe, Pädagoge und Übersetzer von William Shakespeare
- Voß, Ada von (1884–1941), deutsche Schriftstellerin
- Voss, Adolf (1899–1972), deutscher Jurist
- Voß, Adolph von (1788–1858), deutscher Landrat, Verwaltungsjurist und Politiker
- Voss, Al (1946–2011), französischer Comiczeichner und Illustrator
- Voß, Albert (1837–1906), deutscher Prähistoriker
- Voß, Albert (* 1951), deutscher Fußballspieler
- Voß, Albrecht (* 1990), deutscher Fotograf
- Voß, Alfred (* 1945), deutscher Energiewissenschaftler
- Voss, Andreas (1857–1924), deutscher Gartenbauschriftsteller
- Voss, Andreas (* 1963), deutscher Sachbuchautor im Bereich EDV
- Voss, Andreas (* 1970), deutscher Schauspieler und Hörspielsprecher
- Voss, Andreas (* 1979), deutscher Fußballspieler
- Voss, Anja (* 1965), Erziehungs- und Sportwissenschaftlerin
- Voß, Anton (* 1805), sächsischer Bergmeister und Landtagsabgeordneter
- Voss, Augusts (1916–1994), sowjetischer Politiker
- Voss, Aurel (1845–1931), deutscher Mathematiker
- Voss, Axel (* 1963), deutscher Politiker (CDU), MdEPAxel Voss (* 1963)

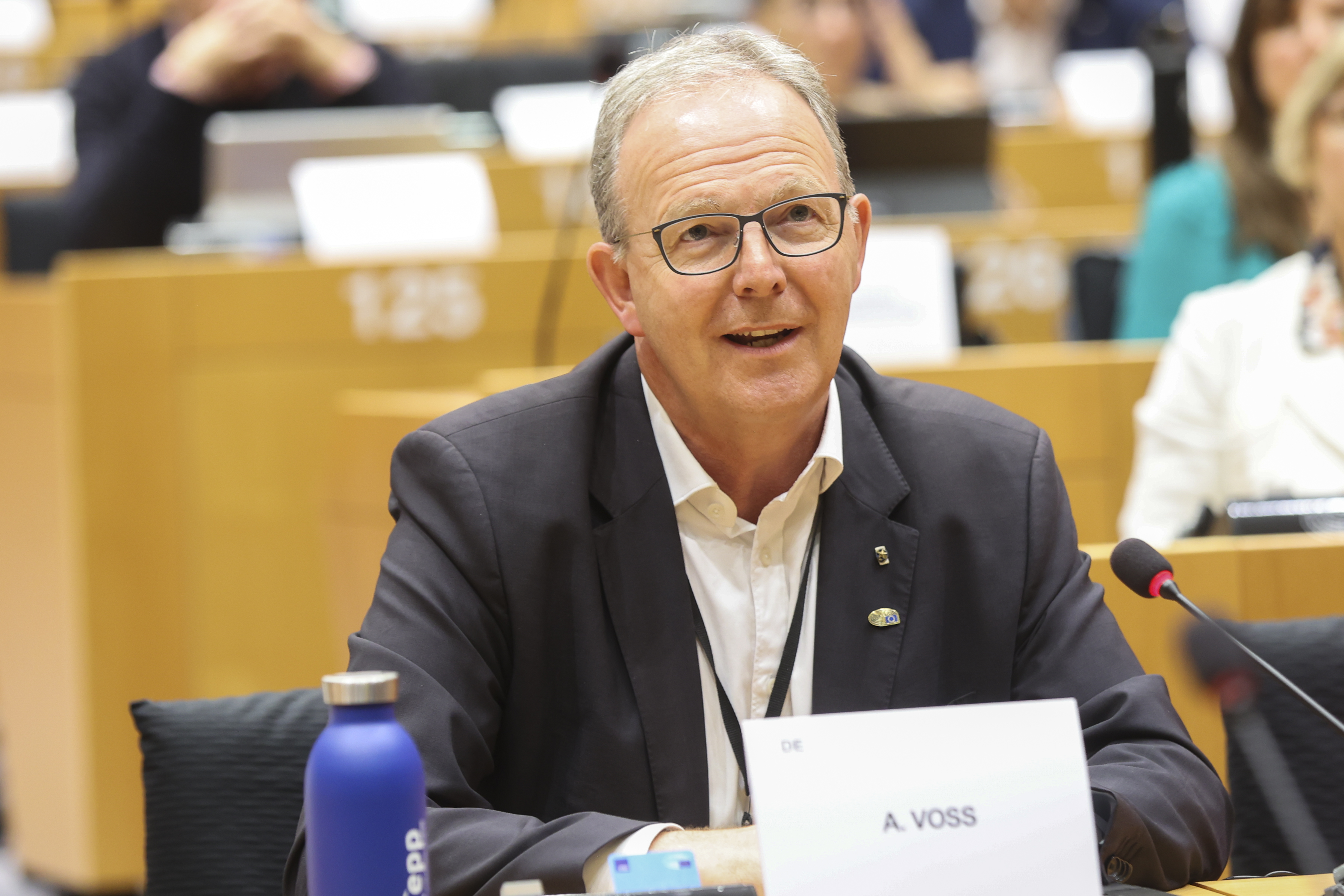
Axel Voss (* 1963)

- Voss, Bastienne (* 1968), deutsche Schauspielerin und Schriftstellerin
- Voß, Bernd (* 1954), deutscher Landwirt und Politiker (Bündnis 90/Die Grünen), MdL
- Voß, Bernd-Reiner (1934–2021), deutscher Altphilologe
- Voß, Bernhard (1892–1947), deutscher SS-Brigadeführer und Generalmajor
- Voß, Burkhard (* 1963), deutscher Mediziner und Autor
- Voß, Carl (1897–1969), deutscher Politiker (NSDAP), MdR
- Voss, Carl (1907–1994), US-amerikanischer Eishockeyspieler
- Voß, Carl von (1778–1856), Offizier, Kammerherr, Maler, Reiseschriftsteller
- Voß, Carola (* 1963), deutsche politische Beamtin
- Voss, Caspar Andreas von († 1664), Domherr in Hildesheim und Münster
- Voss, Cay Dietrich (1910–1970), deutscher Fernsehsprecher
- Voss, Charles (1815–1882), Pianist und Komponist
- Voss, Charlotte (1911–1999), deutsche Malerin und Dozentin
- Voß, Christel (* 1942), deutsche Leichtathletin
- Voß, Christian (1762–1832), deutscher evangelischer Geistlicher
- Voß, Christian (1963–2000), deutscher Volleyballspieler
- Voß, Christian Friedrich (1724–1795), deutscher Verleger
- Voss, Christian H. (* 1980), deutscher Theaterregisseur
- Voß, Christina (* 1952), deutsche Handballspielerin
- Voss, Cläre, deutsche Leichtathletin
- Voss, Claus (1929–2015), deutscher Arzt und Sanitätsoffizier
- Voss, David (* 1978), deutscher Filmregisseur und Drehbuchautor
- Voss, Dieter (* 1959), deutscher Moderator, Nachrichtensprecher und SchauspielerDieter Voss (* 1959)

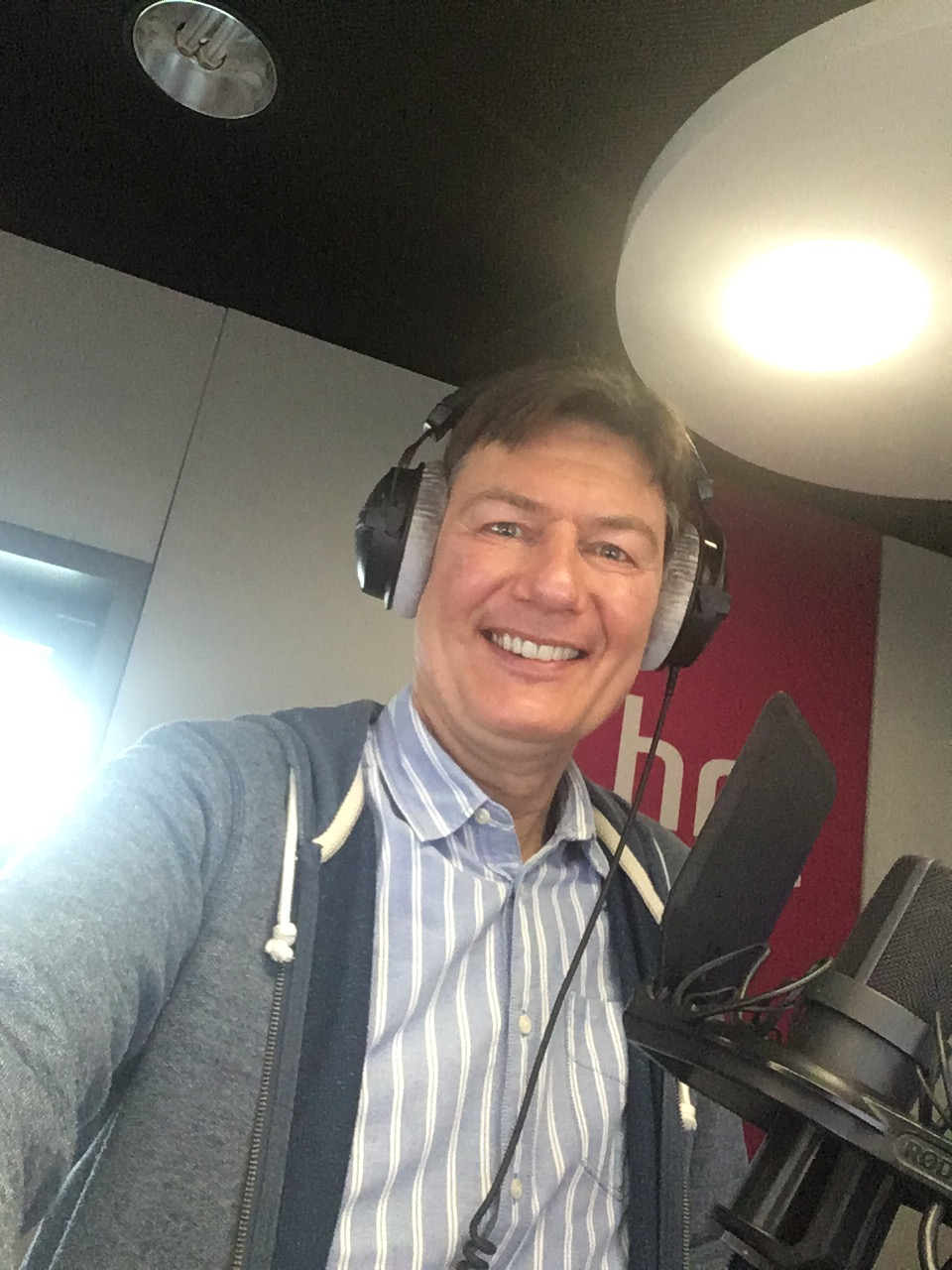
Dieter Voss (* 1959)

- Voss, Dirk Hermann (* 1960), deutscher Jurist und Medienfachmann
- Voß, Eberhard (1929–2011), deutscher Historiker
- Voss, Egon (* 1938), deutscher Musikwissenschaftler (Wagnerforscher)
- Voß, Emanuel (1873–1963), deutscher Opernsänger (Tenor), Intendant und Theaterdirektor
- Voß, Ernestine (1756–1834), deutsche Schriftstellerin und Dichterin
- Voss, Ernst (1842–1920), deutscher Schiffsbauingenieur und Unternehmer
- Voss, Ernst (1860–1937), deutscher Philologe und Hochschullehrer
- Voß, Ernst (1886–1936), deutscher evangelischer Geistlicher, Bibelübersetzer
- Voss, Ernst Ludwig (1880–1961), deutscher Diplomat
- Voß, Ernst-Heinrich (1899–1943), deutscher Offizier, zuletzt Generalmajor im Zweiten Weltkrieg
- Voß, Florian (* 1970), deutscher Autor
- Voß, Frank (* 1962), deutscher Schauspieler, Theaterregisseur und Hörspielsprecher
- Voß, Franz von (1777–1867), deutscher Politiker
- Voß, Franz von (1816–1907), deutscher Verwaltungsjurist, Oberbürgermeister von Halle (Saale)
- Voß, Friedrich (1872–1953), deutscher Bauingenieur und Baubeamter
- Voß, Friedrich (1877–1950), deutscher Zoologe
- Voss, Friedrich (1931–2012), deutscher Politiker (CDU, CSU), MdB
- Voß, Friedrich Christoph Hieronymus von (1724–1784), preußischer Gesandter am dänischen Hof in Kopenhagen, Gesandter in Warschau, Geheimer Justizrat, Dompropst zu HavelbergFriedrich Christoph Hieronymus von Voß (1724–1784)

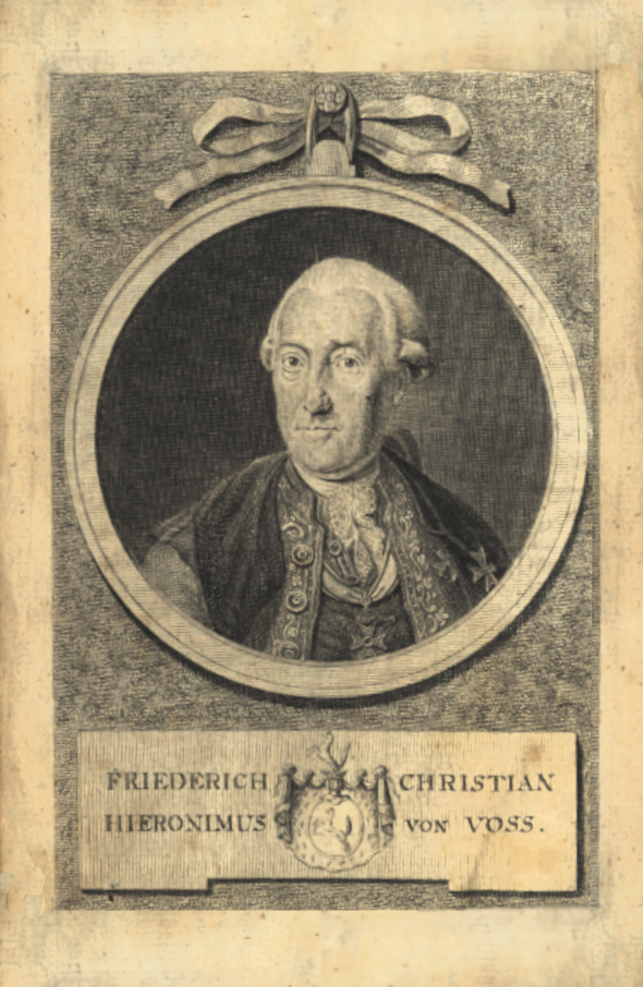
Friedrich Christoph Hieronymus von Voß (1724–1784)

- Voss, Friedrich Wilhelm Georg (1892–1966), deutscher Fabrikant
- Voss, Frithjof (1936–2004), deutscher Geograph, Hochschullehrer, Unternehmer und Stifter
- Voss, Gabriele (* 1948), deutsche Dokumentarfilmerin
- Voß, Georg (1854–1932), deutscher Kunsthistoriker
- Voss, Georg (1872–1964), deutscher Psychiater und Neurologe
- Voß, Georg (1920–2004), deutscher Versicherungsmanager
- Voß, Gerald (* 1956), deutscher Sportwissenschaftler
- Voss, Gerd (1907–1934), deutscher Rechtsanwalt und SA-Führer
- Voß, Gerd-Günter (* 1950), deutscher Soziologe
- Voß, Gerhard (1903–1993), deutscher evangelischer Geistlicher
- Voß, Gerhard (1934–2025), deutscher evangelisch-lutherischer Pfarrer und Autor
- Voss, Gerhard (1935–2013), deutscher katholischer Theologe und Astrologe
- Voss, Gerhard (* 1939), deutscher Geiger und Hochschullehrer
- Voss, Gert (1941–2014), deutscher SchauspielerGert Voss (1941–2014)

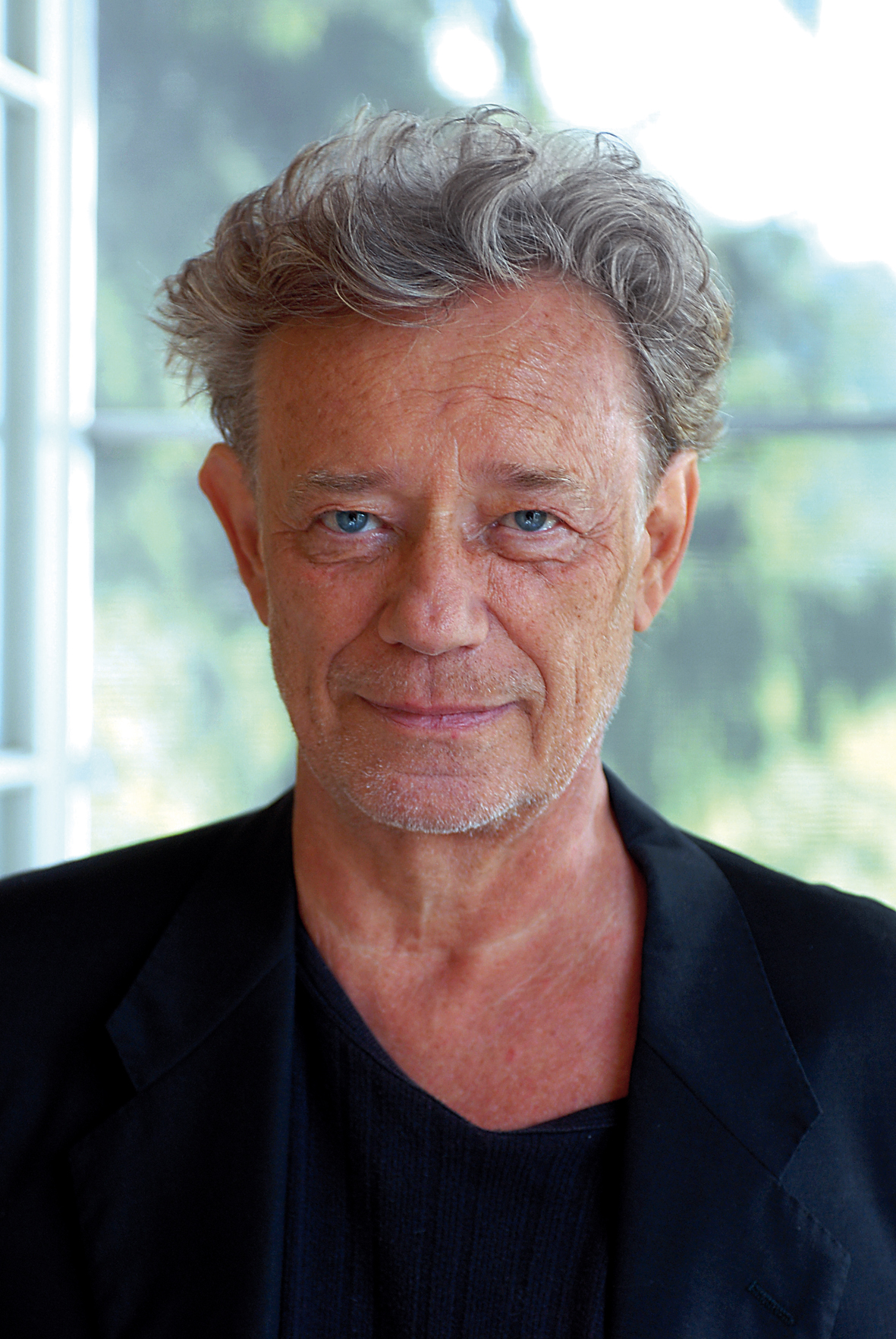
Gert Voss (1941–2014)

- Voß, Gisela (1917–2005), deutsche Leichtathletin
- Voss, Grischka (* 1969), deutsche Autorin, Kulturredakteurin und Theaterleiterin
- Voss, Gustav-Adolf (1929–2013), deutscher Physiker
- Voß, Hans (1783–1849), deutscher Architekt des Klassizismus
- Voss, Hans (1888–1945), deutscher Dichter
- Voß, Hans (1894–1973), deutscher Konteradmiral im Zweiten Weltkrieg
- Voss, Hans (1928–1980), deutscher Kunsthistoriker, Rektor der Hochschule für Gestaltung in Offenbach am Main
- Voß, Hans (1931–2016), deutscher Diplomat, Botschafter der DDR
- Voss, Hans D. (1926–1980), deutscher Künstler
- Voss, Hans Hermann (1926–2006), deutscher Unternehmer
- Voß, Hans Walter (1928–2014), deutscher Hochschullehrer
- Voss, Hans-Alexander von (1907–1944), deutscher Oberstleutnant und Widerstandskämpfer
- Voss, Hans-Erich (1897–1969), deutscher Vizeadmiral der Kriegsmarine
- Voß, Hans-Georg (* 1944), deutscher Psychologe, Sachbuchautor und Hochschullehrer
- Voß, Hans-Jürgen (1903–1990), deutscher Tierarzt und Hochschullehrer
- Voß, Harry (* 1969), deutscher Autor
- Voß, Heinrich, Domherr in Münster
- Voß, Heinrich (1779–1822), deutscher Klassischer Philologe und Übersetzer
- Voß, Heinrich (1909–1982), deutscher Politiker (CDU), MdB
- Voß, Heinz (1922–2000), deutscher Schauspieler
- Voß, Heinz-Jürgen (1938–2003), deutscher Mathematiker, Professor für Algebra, speziell für Graphentheorie
- Voß, Heinz-Jürgen (* 1979), deutscher Sexualwissenschaftler
- Voß, Heinz-Rüdiger (1942–2022), deutscher Fußballspieler
- Voß, Helene (1856–1926), deutsche Schauspielerin
- Voss, Helmut de (1917–2000), deutscher Landwirt, Offizier und Verlagsbuchhändler
- Voß, Herbert (* 1949), deutscher Fachbuchautor
- Voss, Hermann, deutscher Unternehmer und Politiker
- Voss, Hermann (1878–1957), deutscher Rechtsanwalt und Verbandsfunktionär
- Voss, Hermann (1884–1969), deutscher Kunsthistoriker und Museumsdirektor
- Voß, Hermann (1892–1934), deutscher Politiker (NSDAP), MdR, MdL
- Voss, Hermann (1894–1987), deutscher Anatom und Medizinprofessor
- Voss, Hermann (* 1934), deutscher BratschistHermann Voss (* 1934)

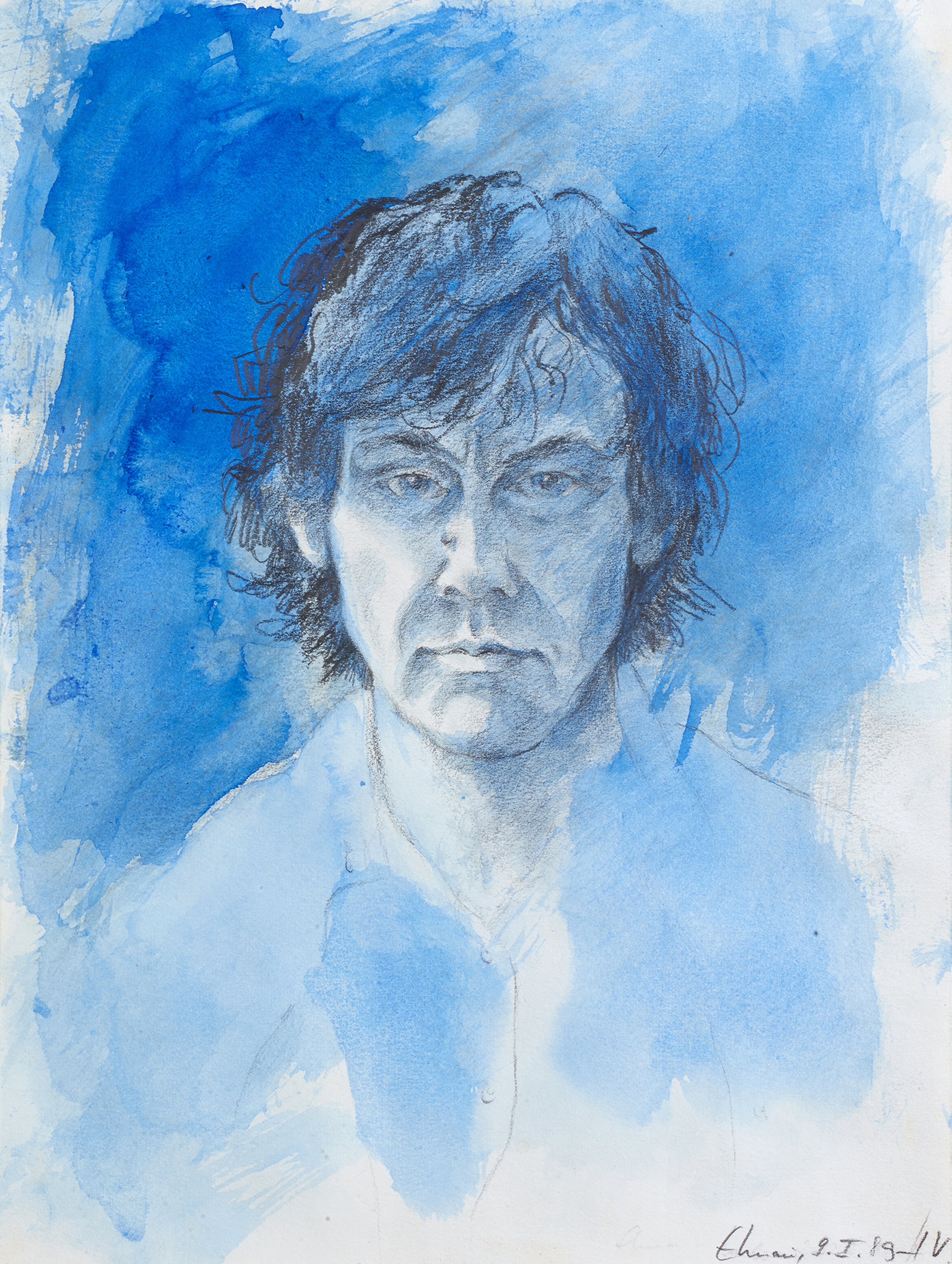
Hermann Voss (* 1934)

- Voss, Holger, deutscher Kläger gegen die Vorratsdatenspeicherung
- Voß, Hubertus (1841–1914), deutscher katholischer Geistlicher
- Voss, Hugo (1875–1968), deutscher Landvermesser
- Voß, Hugo (1900–1984), deutscher Politiker (SPD), MdL
- Voss, Ingeborg (1922–2015), deutsche Gebrauchsgrafikerin und Zeichnerin
- Voß, Ingo von (* 1954), deutscher Diplomat
- Voss, Jacob († 1581), Generalvikar im Bistum Münster
- Voss, James S. (* 1949), US-amerikanischer Astronaut
- Voss, Jan (* 1936), deutscher Maler und Grafiker
- Voß, Jan (* 1963), deutscher Fußballspieler
- Voß, Jan Hendrik, deutscher Poolbillardspieler
- Voss, Janice Elaine (1956–2012), US-amerikanische Astronautin
- Voss, Jennifer (* 1986), niederländische Fußballspielerin
- Voss, Jens-Peter (* 1953), deutscher Diplomat
- Voss, Jeronimo (* 1981), deutscher Installationskünstler
- Voß, Joachim Adam von († 1772), preußischer Oberst und Chef des Grenadier-Bataillons Nr. 2
- Voß, Joachim Heinrich (1764–1843), Königlicher Hofgärtner in Sanssouci
- Voß, Jochen (* 1938), deutscher Jazzmusiker (Alt- und Sopransaxophon)
- Voß, Johann (* 1951), deutscher Lyriker und Liedermacher
- Voß, Johann Ernst von (1726–1793), preußischer Diplomat, Magdeburger Regierungspräsident und Hofbeamter
- Voß, Johann Heinrich (1751–1826), deutscher Dichter und Übersetzer von Klassikern
- Voß, Johanna (* 1957), deutsche Politikerin (Die Linke), MdB
- Voß, Johannes, deutscher Rechtsgelehrter, Hochschullehrer und Ratssekretär in Lübeck
- Voß, Johannes Clauß (1858–1922), deutsch-kanadischer Seefahrer
- Voß, Josef (1937–2009), römisch-katholischer Weihbischof im Bistum Münster
- Voss, Josefine (* 1990), deutsche Schauspielerin
- Voss, Julia (* 1974), deutsche Kunstkritikerin, Wissenschaftshistorikerin und Journalistin
- Voß, Julie von (1766–1789), morganatische Ehefrau von König Friedrich Wilhelm II. von PreußenJulie von Voß (1766–1789)

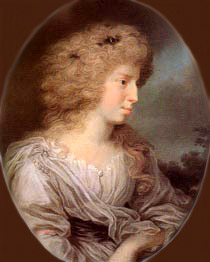
Julie von Voß (1766–1789)

- Voß, Julius von (1768–1832), deutscher Schriftsteller
- Voss, Jürgen (* 1936), deutscher Chemiker
- Voss, Jürgen (* 1939), deutscher Historiker
- Voß, Jürgen (* 1941), deutscher Boxer
- Voss, Jutta (* 1942), österreichische Psychoanalytikerin, Theologin, Autorin
- Voß, Karin (1923–2013), deutsche Politikerin (DVU, DLVH), MdL
- Voss, Karl (1825–1896), deutscher Bildhauer
- Voß, Karl Friedrich von (1733–1810), preußischer Generalleutnant, Chef des Jägerregiments zu Fuß
- Voß, Karl von (1726–1804), preußischer Generalmajor, Chef des Infanterieregiments Nr. 11
- Voss, Karl-Ludwig (1940–2018), deutscher evangelisch-lutherischer Theologe und Dekan
- Voß, Karola (* 1963), deutsche Kommunalbeamtin und hauptamtliche Bürgermeisterin
- Voß, Katharina (1967–2018), deutsche Theaterschauspielerin
- Voß, Klaas (* 1982), deutscher Historiker, Autor und Hochschullehrer
- Voss, Klaus Ludwig (1929–1982), deutscher Ur- und Frühhistoriker
- Voss, Konrad (1928–2017), deutscher Mathematiker und Hochschullehrer
- Voß, Kurt (1896–1939), deutscher Journalist und nationalistischer Kulturpolitiker in Hannover
- Voß, Kurt (1900–1978), deutscher Fußballspieler
- Voss, Kurt (* 1963), US-amerikanischer Filmregisseur, Drehbuchautor und Musiker
- Voss, Lea Zoë (* 1996), deutsche Theater- und FilmschauspielerinLea Zoë Voss (* 1996)

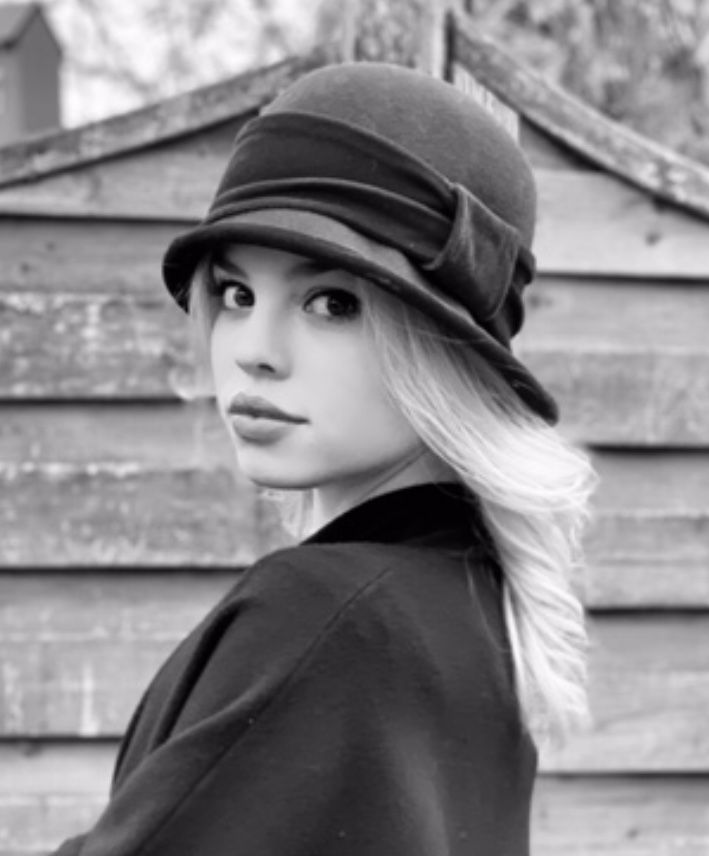
Lea Zoë Voss (* 1996)

- Voß, Leopold (1793–1868), deutscher Verleger
- Voß, Lieselotte (* 2001), deutsche Schauspielerin
- Voß, Ludwig Ernst von (1734–1811), preußischer Generalleutnant, Chef des Dragonerregiments Nr. 11
- Voß, Ludwig von (1775–1835), Schriftsteller, Naturwissenschaftler und Stifter
- Voß, Manfred (1900–1942), deutscher Schauspieler
- Voss, Manfred (1938–2020), deutscher Lichtdesigner
- Voss, Manfred (* 1961), deutscher Fotograf, Kameramann und Lichtdesigner
- Voss, Margit (1931–2024), deutsche Hörfunkjournalistin und Filmkritikerin
- Voss, Marija Jewgenjewna (1899–1955), russisch-sowjetische Prähistorikerin
- Voß, Marika (* 1943), deutsche Malerin, Grafikerin und Plastikerin
- Voß, Markus (* 1965), deutscher Unternehmer, Informatiker und Hochschullehrer
- Voss, Martin (* 1972), deutscher Sozialwissenschaftler
- Voss, Max (1863–1927), deutscher Bauingenieur und kommunaler Baubeamter, Stadtbaurat in Quedlinburg
- Voss, Maximilian von (1849–1911), deutscher Großgrundbesitzer, Landrat und Politiker in Preußen
- Voss, Michael, deutscher Metal- und Hard-Rock-Sänger, Multiinstrumentalist und Musikproduzent
- Voss, Michael (* 1963), deutsch-brasilianischer Maler
- Voß, Milda (1894–1964), deutsch-baltisches KPD-Mitglied
- Voss, Mine (* 1989), deutsche Schauspielerin und Sängerin
- Voss, Niklas (* 2000), österreichischer Zehnkämpfer
- Voss, Nikolaus (* 1961), deutscher Politiker (SPD), Staatssekretär in Mecklenburg-Vorpommern
- Voss, Nils (1886–1969), norwegischer Turner
- Voß, Norbert (1913–1993), deutscher Schriftsteller und Kulturamtsleiter
- Voss, Oskar (1907–1944), deutscher kommunistischer Widerstandskämpfer gegen den Nationalsozialismus
- Voss, Otto (1869–1959), deutscher HNO-Arzt und Hochschullehrer
- Voss, Otto (1875–1946), Konzertpianist, Klavierpädagoge und Komponist
- Voß, Otto (1879–1945), deutscher Gymnasiallehrer und Dichter
- Voss, Otto (1902–1968), deutscher Neurochirurg und Hochschullehrer an der Universität Rostock
- Voß, Otto Karl Philipp von (1794–1836), preußischer Landrat und Domkapitular
- Voß, Otto von (1755–1823), Geheimer Staatsminister und Domdechant im Königreich Preußen
- Voss, Paul (1894–1976), deutscher Industriedesigner
- Voß, Paul (* 1986), deutscher Radrennfahrer und Sportlicher LeiterPaul Voß (* 1986)

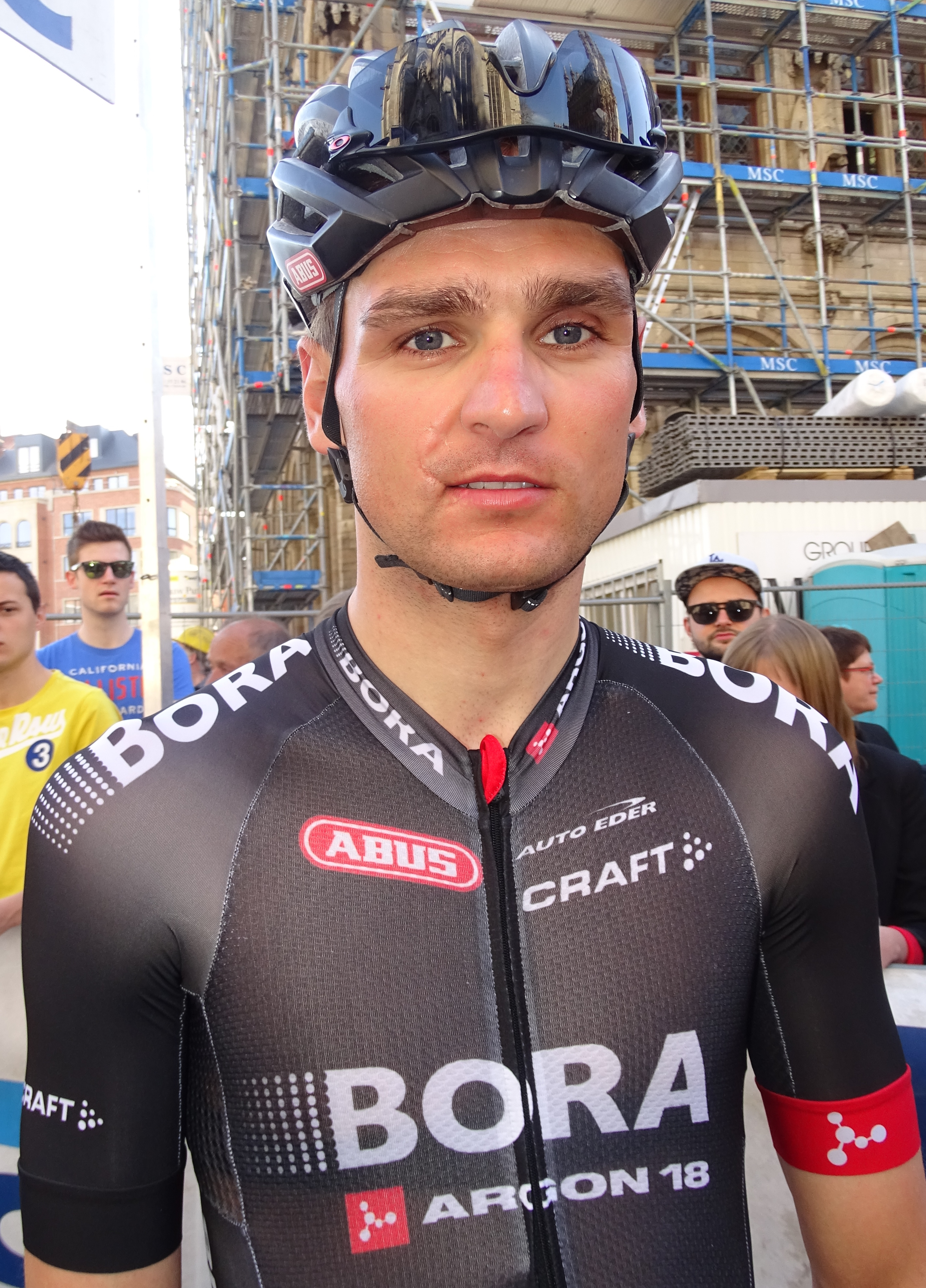
Paul Voß (* 1986)

- Voß, Peter (1891–1979), deutscher Schauspieler
- Voß, Peter (* 1941), deutscher Journalist
- Voss, Rainer (* 1959), deutscher Investmentbanker
- Voss, Raoul (* 1983), deutscher Fußballspieler, Fußballtrainer und Unternehmer
- Voß, Raymond (* 1952), deutscher Musiker
- Voß, Rebekka (* 1977), deutsche Judaistin
- Voß, Reinhard J. (* 1949), deutscher Historiker und Autor
- Voß, Richard (1851–1918), deutscher Schriftsteller
- Voss, Robert S. (* 1954), US-amerikanischer Mammaloge
- Voss, Rödiger (* 1969), deutsch-schweizerischer Hochschullehrer (Betriebswirtschaftslehre und Wirtschaftspädagogik)
- Voss, Rüdiger von (1939–2023), deutscher Jurist und Publizist
- Voß, Rupert (* 1965), deutscher Sozialunternehmer
- Voss, Samuel von (1621–1674), deutscher lutherischer Theologe
- Voss, Sarah (* 1999), deutsche KunstturnerinSarah Voss (* 1999)

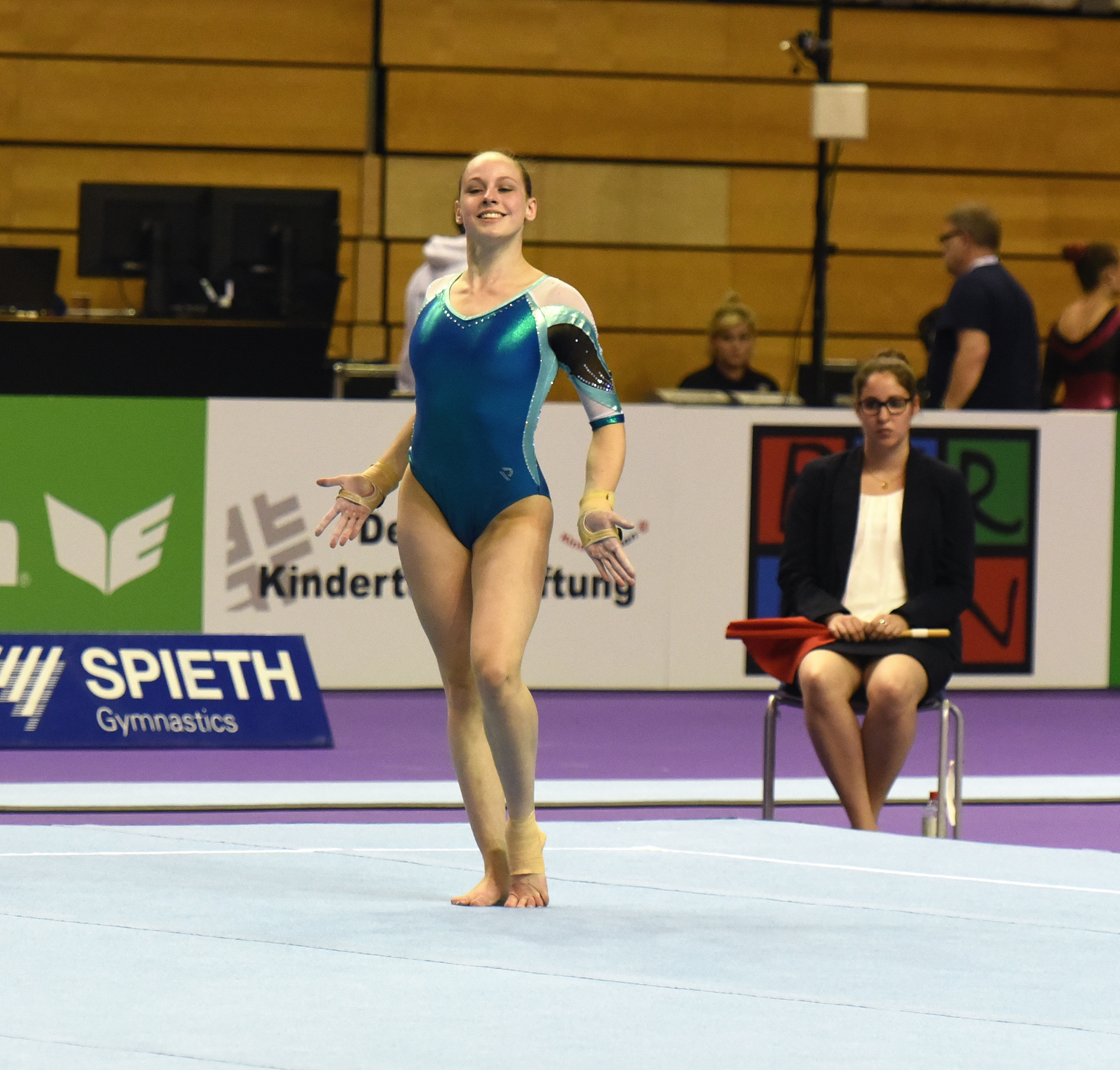
Sarah Voss (* 1999)

- Voß, Siegfried (1940–2011), deutscher Schauspieler
- Voß, Sophie Marie von (1729–1814), deutsche Beraterin von Königinnen und Königen am preußischen Hof
- Voß, Stefan (* 1961), deutscher Mathematiker und Ökonom sowie Hochschullehrer (Universität Hamburg)
- Voss, Steffen (* 1969), deutscher Musikwissenschaftler
- Voss, Sven (* 1976), deutscher FernsehmoderatorSven Voss (* 1976)

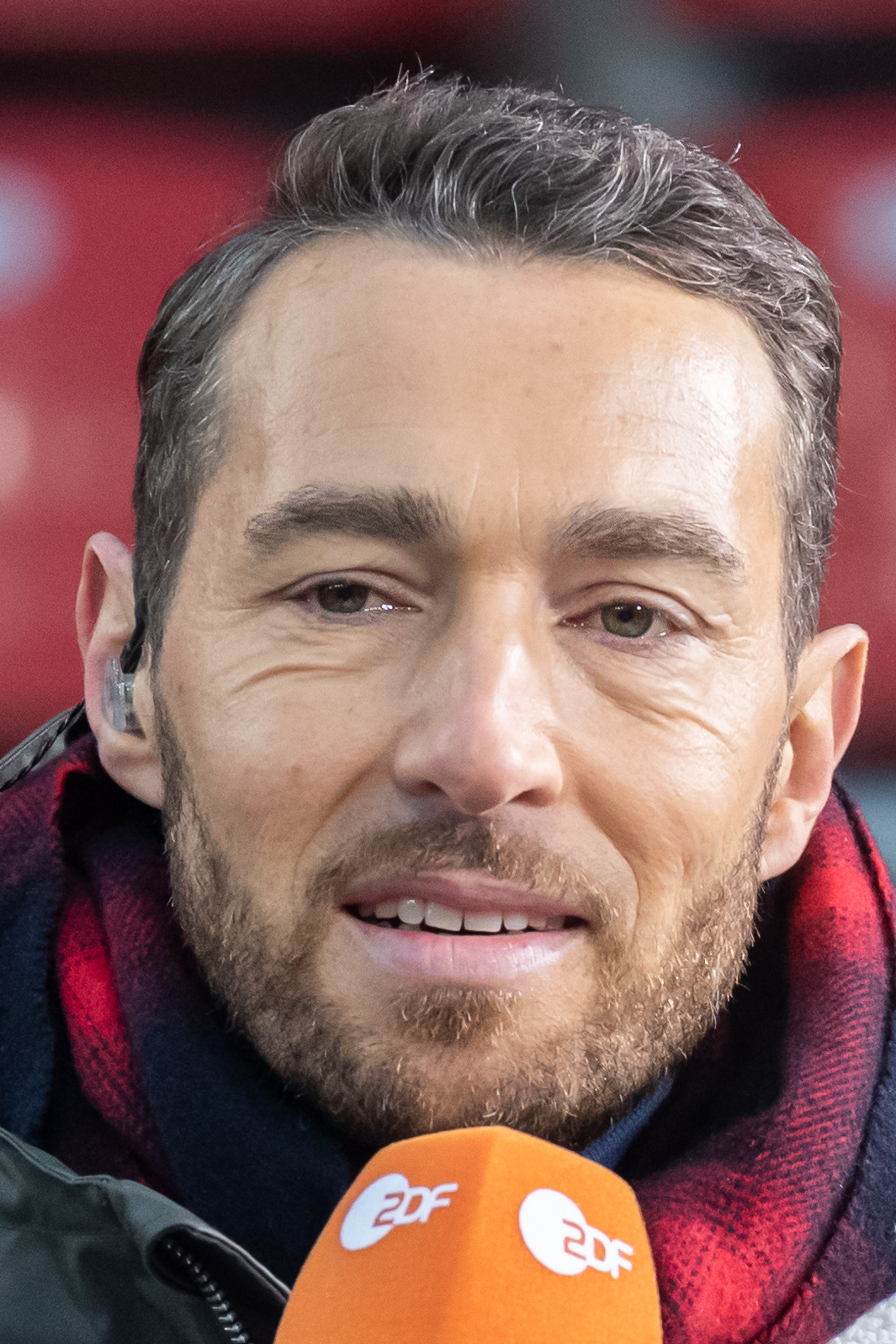
Sven Voss (* 1976)

- Voß, Sven-Hendrik (* 1978), deutscher Elektroingenieur
- Voß, Sylvia (* 1954), deutsche Politikerin (Bündnis 90/Die Grünen), MdB
- Voss, Thomas (* 1955), deutscher Soziologe
- Voß, Thomas (* 1958), deutscher Springreiter
- Voss, Thomas (* 1977), dänischer Schauspieler
- Voss, Tillie (1897–1975), US-amerikanischer Football- und Basketballspieler
- Voß, Tina (* 1969), deutsche Zeitarbeits-Unternehmerin und Schriftstellerin
- Voss, Tobias (* 1992), deutscher Boxer
- Voss, Torolf (1877–1943), norwegischer Komponist und Dirigent
- Voss, Torsten (* 1963), deutscher Leichtathlet, Bobsportler und Olympiamedaillengewinner
- Voß, Ulrich (1938–2024), deutscher Schauspieler und Schriftsteller
- Voß, Ulrike (* 1967), deutsche Juristin und Richterin am Einheitlichen Patentgericht
- Voß, Ursula (* 1926), deutsche Schauspielerin
- Voss, Ursula (1947–2014), deutsche Dramaturgin
- Voß, Viktor (1868–1936), deutscher Tennisspieler
- Voss, Vincent (* 1972), deutscher Schriftsteller
- Voß, Walter (1885–1972), deutscher Verwaltungsjurist und Kommunalpolitiker
- Voss, Walter (1907–1983), deutscher Politiker (KPD, SED), MdR
- Voss, Walter (1909–1963), deutscher Politiker (SPD), MdL
- Voss, Waltraud (* 1944), deutsche Mathematikerin und Wissenschaftshistorikerin
- Voß, Werner (1897–1917), deutscher Offizier und Jagdflieger im Ersten WeltkriegWerner Voß (1897–1917)

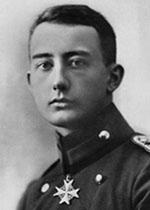
Werner Voß (1897–1917)

- Voss, Werner (1941–2013), deutscher Radiomoderator
- Voß, Wilhelm (1879–1937), deutscher Politiker (SPD, USPD), MdR
- Voß, Wilhelm (1882–1952), deutscher Blindenlehrer
- Voß, Wilhelm (1896–1978), deutscher Wirtschaftsmanager in der Rüstungsindustrie im Nationalsozialismus
- Voß, Wilhelm (1907–1996), deutscher Offizier
- Voss, Wilhelm von (1784–1818), preußischer Verwaltungsbeamter, Landrat
- Voss, Wilhelm von (1819–1893), preußischer Generalleutnant
- Voss, Willi (1902–1973), deutscher Maler
- Voss, Willi (* 1944), deutscher Drehbuchautor und Krimiautor, Neonazi
- Voss, Willy (* 1952), deutscher Karateka und Kampfsporttrainer
- Voß, Wolfgang (* 1949), deutscher Politiker (CDU), Landesminister in Thüringen
- Voß, Wolfgard (1926–2020), deutsche Turnerin
- Voß, Wulf Eckart (* 1945), deutscher Jurist
- Voss-Andreae, Julian (* 1970), deutscher Bildhauer
- Voß-Buch, Ferdinand von (1788–1871), preußischer General der Infanterie
- Voss-Fels, Kim (* 1997), deutscher Handballspieler
- Voß-Scharfenberg, Sonja (* 1957), deutsche Schriftstellerin und Kolumnistin
- Voss-Tecklenburg, Martina (* 1967), deutsche Fußballspielerin und -trainerinMartina Voss-Tecklenburg (* 1967)

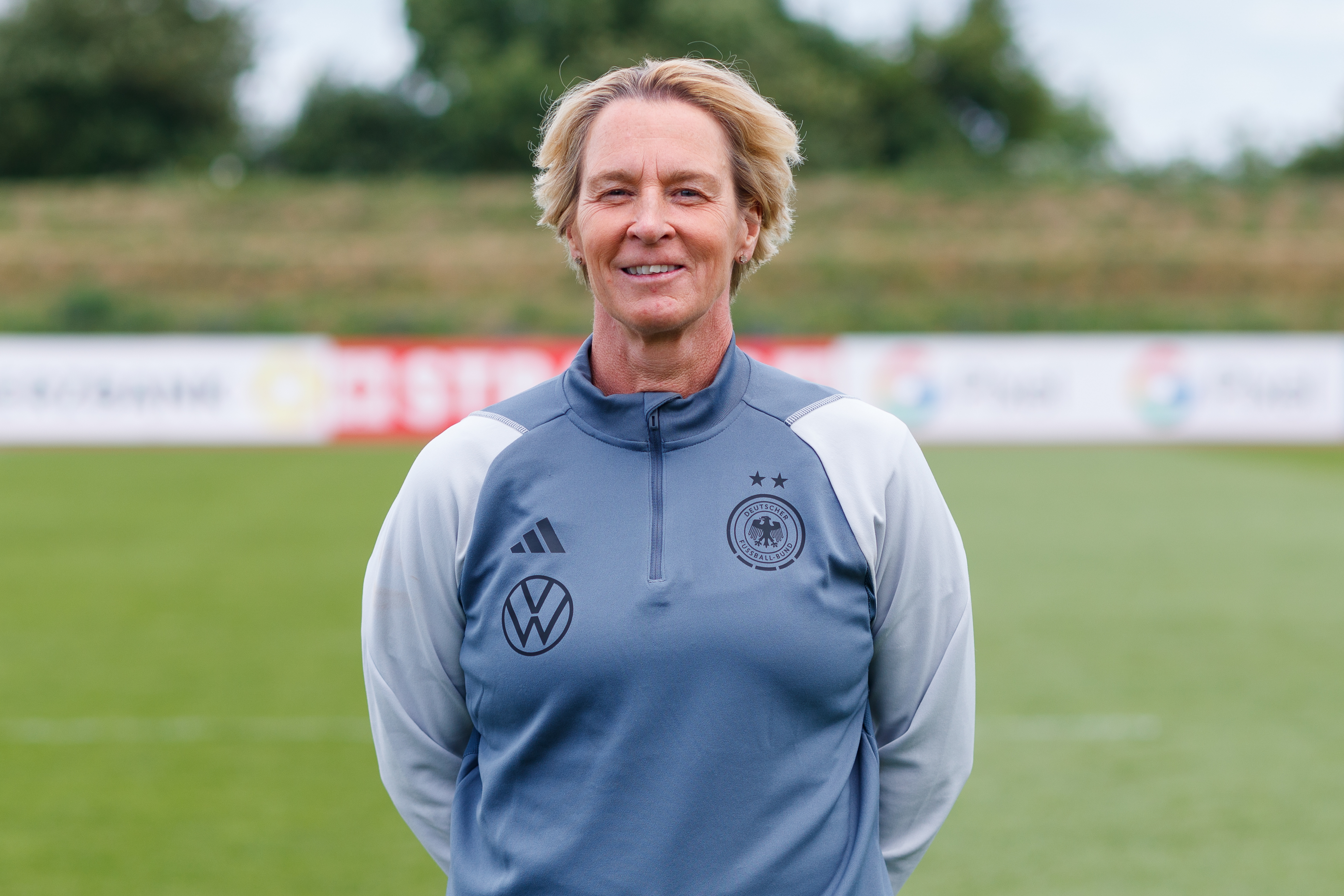
Martina Voss-Tecklenburg (* 1967)

- Voss-Werding, Inga (* 1986), belgische Politikerin
- Voß-Wolffradt, Achim von (1837–1904), preußischer Rittergutsbesitzer und Politiker, MdH
- Voß-Zietz, Martha (1871–1961), deutsche Frauenrechtlerin

#### Vossb
- Voßbeck-Kayser, Christel (* 1961), deutsche Politikerin (CDU), MdB
- Voßbein, Reinhard (1934–2011), deutscher Ökonom und Hochschullehrer, Professor für Betriebswirtschaftslehre
- Voßberg, Friedrich August (1800–1870), deutscher Numismatiker, Sphragistiker sowie Münz- und Siegelsammler

#### Vosse
- Vosse, Nicole van de (* 2004), niederländische Volleyballspielerin
- Vosse, Vincent (* 1972), belgischer Automobilrennfahrer
- Vossebein, Bernhard (1925–2021), deutscher Tischtennisspieler
- Vossebein, Kornelia (* 1970), deutsche Kulturschaffende (Jazz, aktuelle Musik)
- Vosseberg, Karin (* 1962), deutsche Informatikerin und Hochschullehrerin
- Vossebrecker, Roland (* 1965), deutscher Komponist und Pianist
- Vosseler, Erwin (* 1913), deutscher Fußballspieler
- Vosseler, Hans-Günther (* 1949), deutscher Schwimmer
- Vosseler, Johann Martin (1842–1905), Abgeordneter im württembergischen Landtag
- Vosseler, Julius (1861–1933), deutscher Zoologe und Zoodirektor
- Vosseler, Lothar (1947–2019), deutscher Autor, Halbbruder des ehemaligen Bundeskanzlers Gerhard Schröder
- Vosseler, Martin (1948–2019), Schweizer Arzt, Friedens- und Umweltaktivist und Autor
- Vosseler, Nicole C. (* 1972), deutsche Autorin
- Vosseler, Paul (1890–1979), Schweizer Geograph, Hochschullehrer und Autor
- Vosseler, Walter (1908–1981), deutscher Kommunist und Spanienkämpfer der Internationalen Brigaden
- Voßeler-Deppe, Margret (* 1957), deutsche Politikerin (CDU), MdL
- Vossen, A. C. J. van († 1961), niederländischer Badmintonfunktionär
- Vossen, Albert (1910–1971), deutscher Jazz-Akkordeonist, Bandleader und Komponist
- Vossen, Burghardt (1895–1981), deutscher Unternehmer
- Vossen, Felix (* 1974), deutscher Finanzunternehmer und Filmproduzent
- Vossen, Gottfried (* 1955), deutscher Informatiker
- Vossen, Heinz, deutscher Tischtennisspieler
- Vossen, Heinz (* 1968), deutscher Fußballspieler
- Vossen, Jelle (* 1989), belgischer Fußballspieler
- Vossen, Kurt (1937–2007), deutscher Fußballfunktionär
- Vossen, Niels van der (* 1996), niederländischer Eishockeyspieler
- Vossen, Otto (1906–1998), deutscher Ingenieur und Versicherungsmanager
- Vossen, Peter van (* 1968), niederländischer Fußballspieler und -trainer
- Vossen, Piek (* 1960), niederländischer Informatiker und Linguist
- Voßen, Rainer (* 1951), deutscher Afrikanist
- Vossen, Regina (* 1962), deutsche Volleyballspielerin
- Vossen, Rüdiger (* 1941), deutscher Ethnologe
- Vossenkuhl, Jo, deutscher Schauspieler, Sprecher und Theaterregisseur
- Vossenkuhl, Wilhelm (* 1945), deutscher Philosoph, AutorWilhelm Vossenkuhl (* 1945)

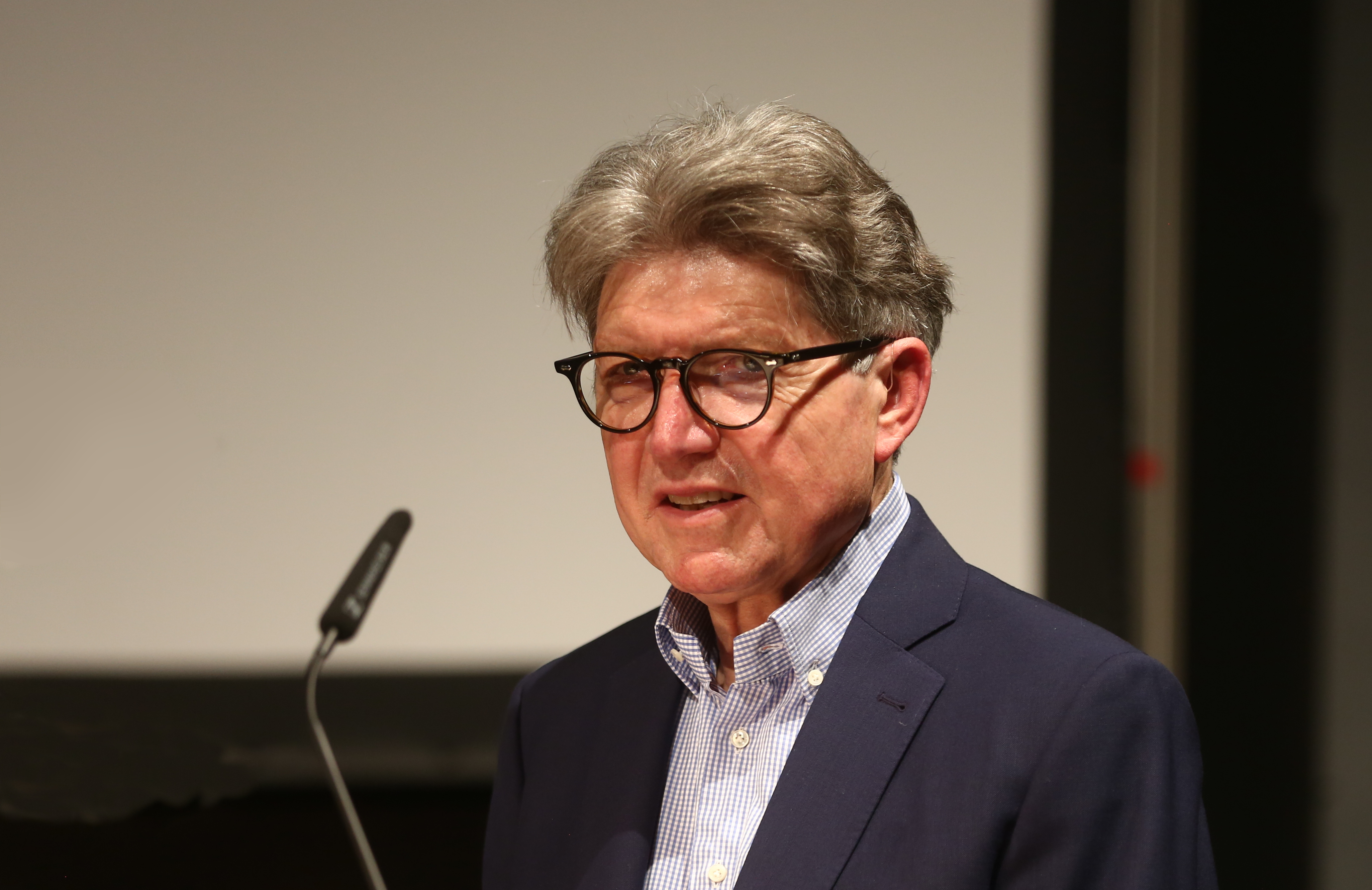
Wilhelm Vossenkuhl (* 1945)

#### Vossh
- Vosshage, Frauke Frausing (* 1941), deutsche Literaturwissenschaftlerin und Gymnasiallehrerin
- Vosshall, Leslie B. (* 1965), deutsch-amerikanische Neurobiologin
- Voßhoff, Andrea (* 1958), deutsche Politikerin (CDU), MdB

#### Vossi
- Vossiek, Paul (* 2001), deutscher Politiker (LD)
- Vössing, Annika (* 1992), deutsche Triathletin
- Vössing, Konrad (* 1959), deutscher Althistoriker
- Vössing, Susanne (* 1964), deutsche Köchin, Kochbuch-Autorin und Food Designerin
- Vößing, Tim (* 1998), deutscher Boxer
- Vossius, Adolf (1855–1925), deutscher Ophtalmologe und Direktor der Augenklinik der Universität Gießen
- Vossius, Gerhard Johannes (1577–1649), niederländischer Gelehrter, Humanist und Theologe
- Vossius, Isaac (1618–1689), niederländischer Altphilologe

#### Vossk
- Voßkamp, Henning (1943–2013), deutscher Schauspieler, Hörfunkmoderator und Hörspielsprecher
- Voßkamp, Wilhelm (* 1936), deutscher Germanist und Hochschullehrer
- Voßke, Heinz (* 1929), deutscher Archivar, Leiter des Zentralen Parteiarchivs der SED in Berlin
- Voßkuhle, Andreas (* 1963), deutscher Rechtswissenschaftler, Präsident des BundesverfassungsgerichtsAndreas Voßkuhle (* 1963)

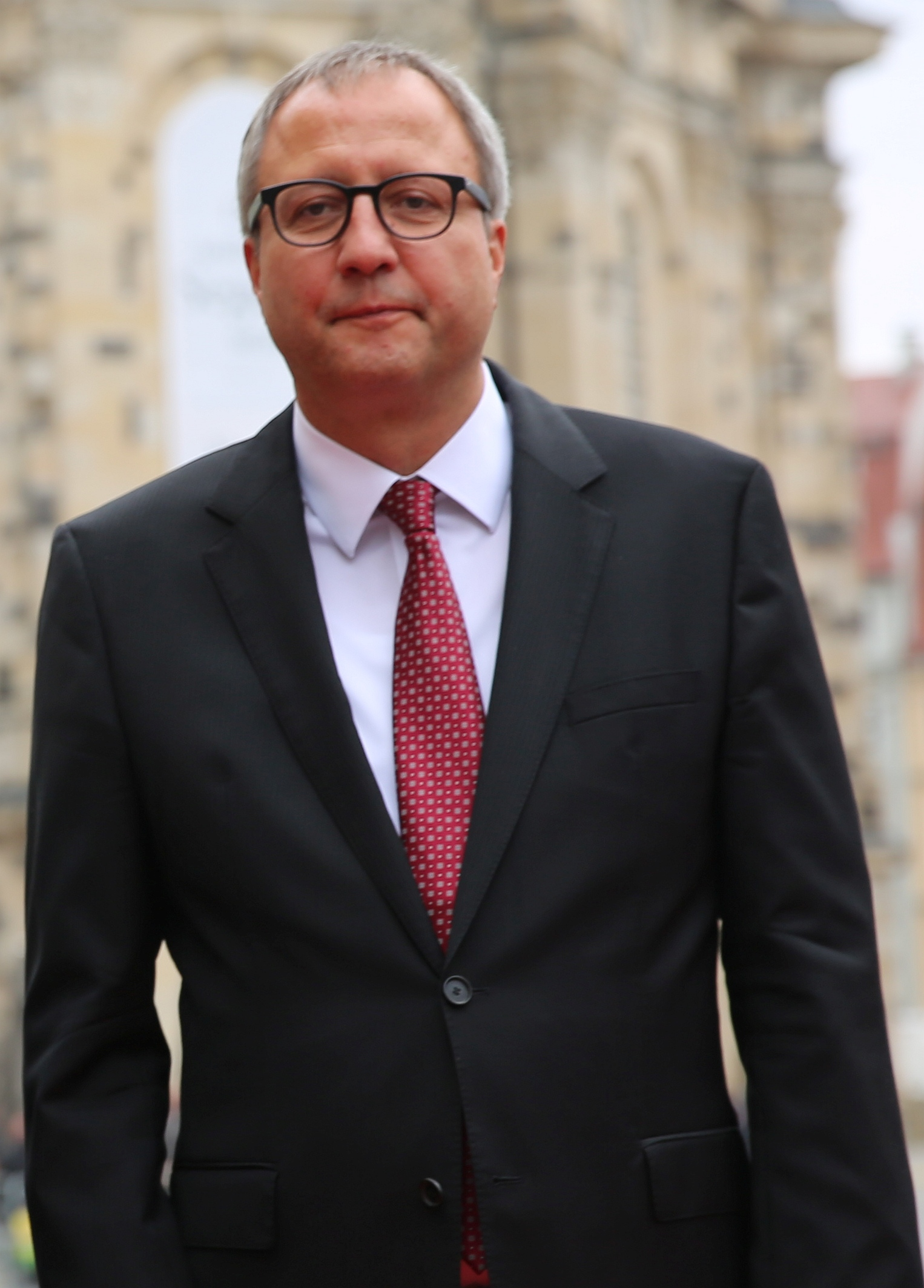
Andreas Voßkuhle (* 1963)

- Voßkühler, Birgit (* 1963), deutsche Juristin, Richterin und Gerichtspräsidentin

#### Vossl
- Vossler, Karl (1872–1949), deutscher Romanist
- Voßler, Lars (* 1976), deutscher Fußballtrainer
- Vossler, Otto (1902–1987), deutscher Neuzeithistoriker
- Vossler, Otto Friedrich (1831–1906), deutscher Agrarwissenschaftler

#### Vossm
- Voßmerbäumer, Herbert (* 1940), deutscher Geologe und Hochschullehrer an der Universität Würzburg

#### Vossn
- Vossnack, Lieselotte (1908–1997), deutsche Kunsthistorikerin
- Voßnacke, Mike (* 1965), deutscher Fußballspieler

#### Vosso
- Vossou, Sophia (* 1961), griechische Sängerin und Moderatorin
- Vossoughi, Behrouz (* 1938), iranischer Schauspieler, Fernsehmoderator und Model

#### Vosss
- Vossschulte, Christa (* 1944), deutsche Politikerin (CDU), MdL
- Vossschulte, Karl (1907–2001), deutscher Chirurg und Hochschullehrer

#### Vossw
- Voßwinkel, Martin (* 1963), deutscher Künstler

### Vost
- Vosteen, Karl-Heinz (1925–2009), deutscher HNO-Arzt und Hochschullehrer
- Vostell, David (* 1960), deutsch-spanischer Komponist und Filmregisseur
- Vostell, Mercedes (1933–2023), spanische Autorin und künstlerische Museumsleiterin
- Vostell, Wolf (1932–1998), deutscher Maler, Bildhauer und HappeningkünstlerWolf Vostell (1932–1998)

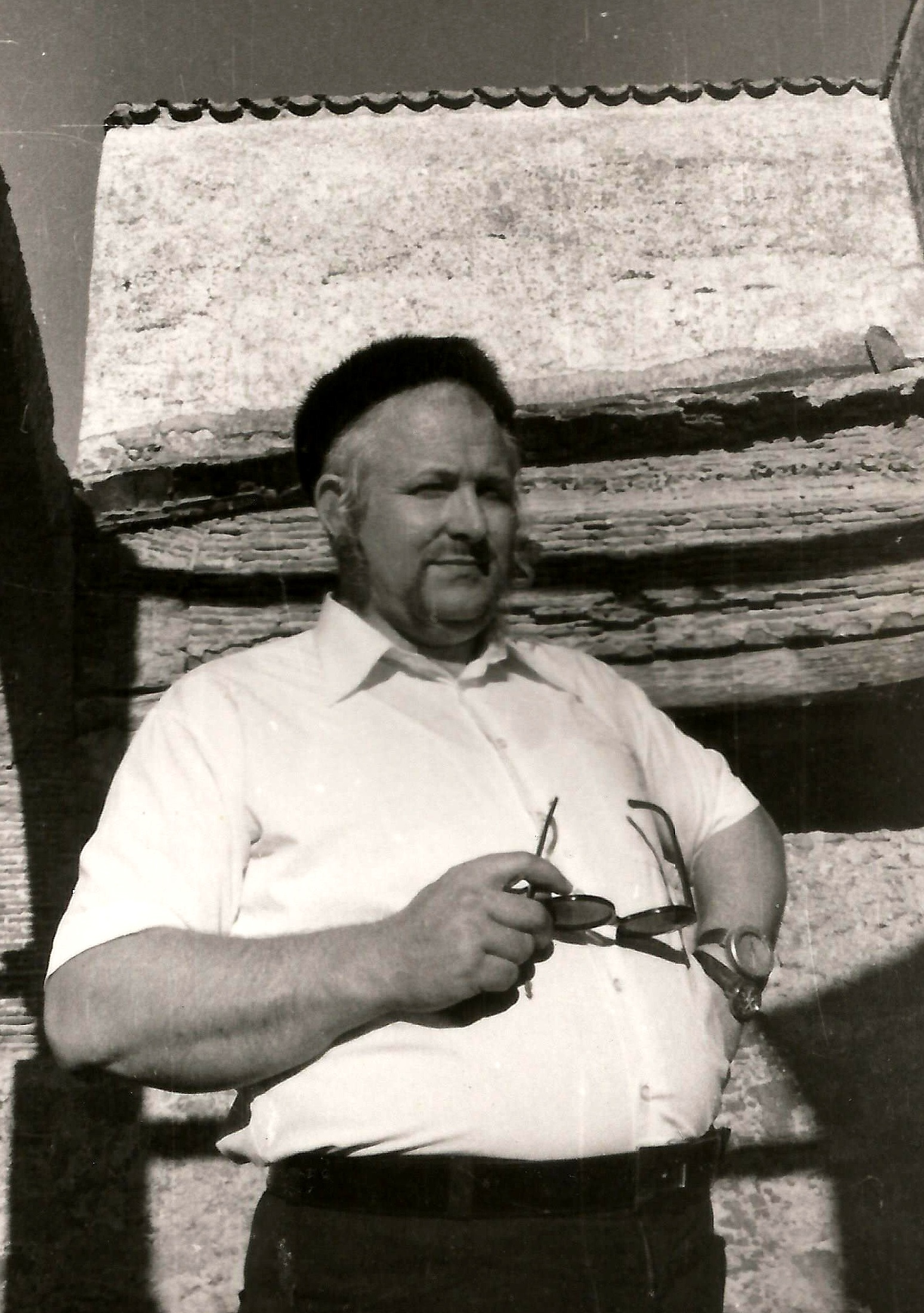
Wolf Vostell (1932–1998)

- Vostes, Yannick (* 1985), belgischer Tischtennisspieler
- Vostřák, Zbyněk (1920–1985), tschechischer Komponist
- Vostřebalová-Fischerová, Vlasta (1898–1963), tschechische Malerin und feministisch orientierte Intellektuelle

### Vosu
- Võsu, Maarika (* 1972), estnische Degenfechterin

### Vosw
- Voswinckel, Klaus (1943–2024), deutscher Filmemacher und Schriftsteller
- Voswinckel, Peter (* 1951), deutscher Medizinhistoriker

### Vosz
- Vosz, Manfred (1935–2014), deutscher Filmregisseur, Drehbuchautor, Produzent und Bildender Künstler